# Zabójstwo

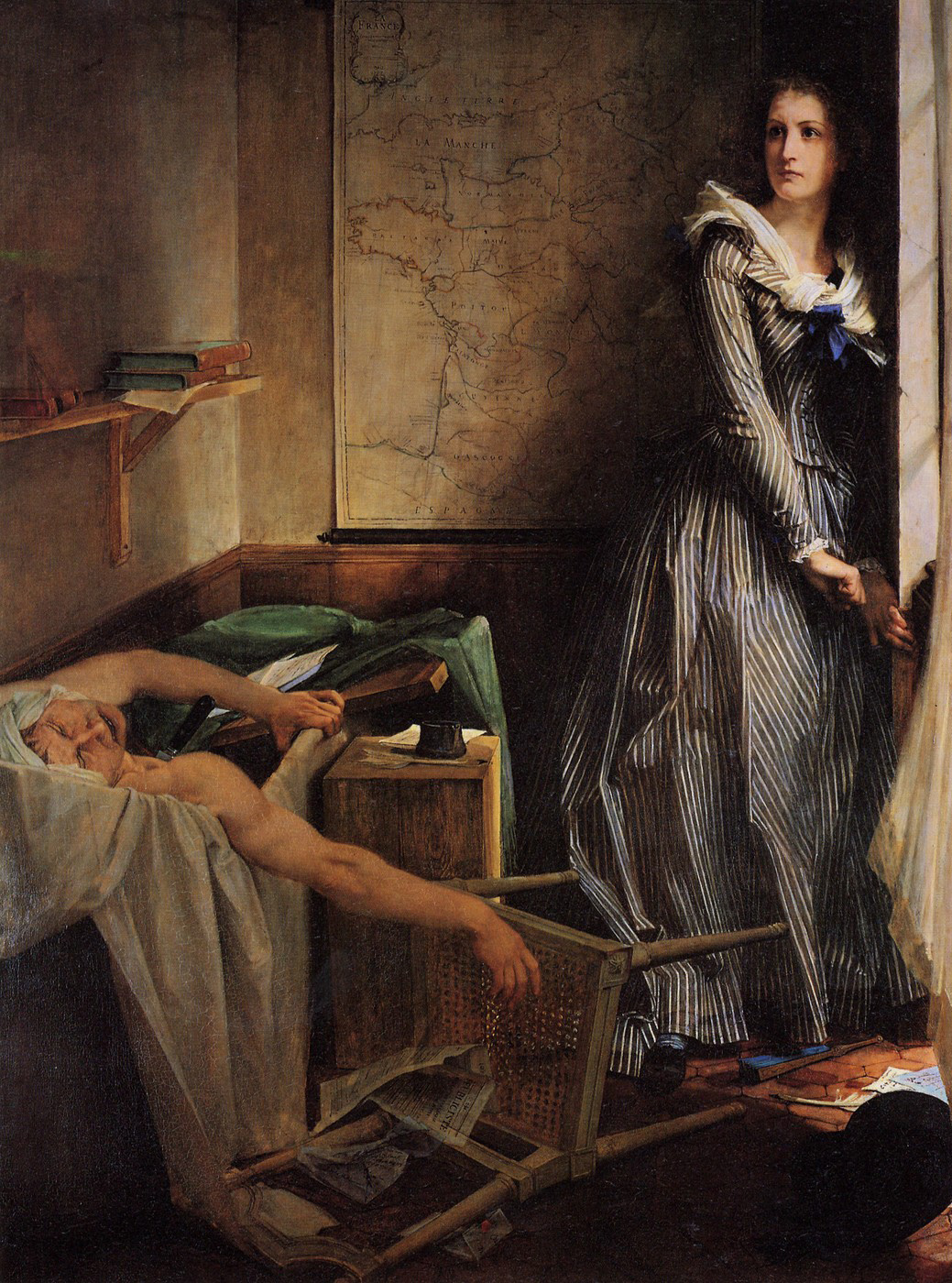
Zabójstwo Jean-Paula Marata przez Charlotte Corday

Zabójstwo – przestępstwo umyślne uśmiercenia człowieka.
Przepisy różnych państw wyróżniają odmiany zabójstwa; część jest znana jako morderstwo. W uzusie językowym zabójstwo, morderstwo i mord funkcjonują podobnie – słowniki definiują je niemal identycznie i nazywają synonimami. Znaczenie tych słów bywa szersze – niektóre definicje nie wspominają, że sprawca:
- różni się od ofiary[2][4], co włącza do zabójstw także samobójstwo;
- jest człowiekiem[4]; inne zwierzęta bywają wprost nazywane zabójcami lub mordercami[6][7].

Zabójstwo może być spowodowane:
- silną determinacją wyładowania agresji,
- korzyściami majątkowymi sprawcy kosztem ofiary,
- efektem sprzecznych interesów zabójcy i ofiary,
- zaburzeniami psychicznymi, np. w wyniku choroby lub wpływu substancji psychoaktywnej.

Około 10% zabójstw popełnianych jest z czystej agresji, np. podczas rabunku. 90% zabójstw to zemsty – odpłaty za czyny wcześniej popełnione przez ofiarę wobec sprawcy lub jego bliskich.
Zabójstwa są różnie karane przez różne państwa. Przykładem konsekwencji jest tu pozbawienie wolności, a w niektórych krajach – w tym w Polsce – może ono być dożywotnie. Część państw praktykuje w takich wypadkach karę śmierci. Zabójstwa są też napiętnowane przez różne religie, np. są wspomniane w Dekalogu.

## Odmiany

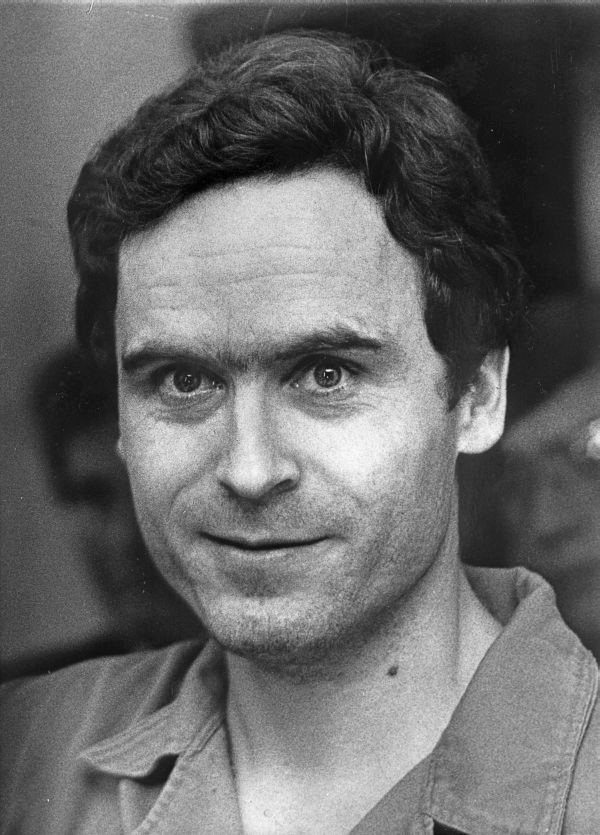
Theodore Bundy – masowy morderca ze Stanów Zjednoczonych Ameryki.

System prawny Polski wyróżnia wśród zabójstw typ podstawowy, kwalifikowany (morderstwo) oraz uprzywilejowany, np. w afekcie oraz na żądanie i pod wpływem współczucia – jedną z form eutanazji. Surowiej karanymi formami zabójstwa są te, do których doszło w wyniku udziału w zbrodni wojennej lub wskutek zamachu terrorystycznego. Wyróżnia się też odmiany zabójstw i zabójców według:
- metody – zabójstwo z ukrycia jest znane jako skrytobójstwo[10][11];
- liczby ofiar i zabójstw – por. masowe morderstwo, masakra i seryjny morderca;
- przyczyny, np. honorowe, tyrana domowego lub z miłości.

Część zabójstw nazywa się:
- dzieciobójstwem, które obejmuje też zachowania innych zwierząt[12][13];
- ludobójstwem, do którego zalicza się nie tylko zabijanie[14].

## Prawo polskie

### Ogólna charakterystyka
Zarówno w typie podstawowym, jak i uprzywilejowanym zabójstwo jest zasadniczo przestępstwem powszechnym. Sprawcą zabójstwa jako przestępstwa indywidualnego może być wyłącznie ten, na kim ciąży szczególny, prawny obowiązek zapobiegnięcia skutkowi jako forma zaniechania. Za zabójstwo może odpowiadać sprawca, który w chwili popełnienia czynu ukończył 15 rok życia.
Strona podmiotowa zabójstwa to nastawienie oraz zachowanie się sprawcy. Zabójstwo popełnione może być wyłącznie umyślnie, ponieważ osobno uregulowano nieumyślne spowodowanie śmierci.
Przedmiotem ochrony jest życie oraz zdrowie ludzkie będące najwyższymi dobrami chronionymi przez polski system prawny, a w szczególności procesy biologiczne zachodzące w organizmie ludzkim. Kwestia ochrony nasciturusa jako bytu człowieka przed narodzeniem z łona matki nie jest pewna.
Polski ustawodawca syntetycznie opisał zabójstwo jako każdą czynność i wszelkie zachowanie w postaci działania bądź zaniechania wywołujące śmierć człowieka. Wymiar kary oraz kwalifikacja prawna są uzależnione od sposobu działania oraz motywacji sprawcy. Warunkiem wystąpienia przestępstwa jest istnienie ciągu przyczynowo-skutkowego pomiędzy działaniem bądź zaniechaniem sprawcy, bez którego nie nastąpiłby zgon, a śmiercią ofiary. Śmierć nie musi być następstwem natychmiastowym.

### Rodzaje zabójstw

#### Typ podstawowy
Typ podstawowy zabójstwa określa art. 148 § 1 kodeksu karnego. To przestępstwo można popełnić zarówno w zamiarze bezpośrednim, jak i w ewentualnym. Drugi z wymienionych budzi wiele kontrowersji, co widać w szczególności w wyrokach sądów. W ujęciu doktrynalnym zamiar ewentualny zachodzi, gdy z działania sprawcy oraz okoliczności popełnienia czynu jednoznacznie wynika, że sprawca przewidywał możliwość śmierci ofiary i na nią się godził. Przy ocenie zamiaru sprawcy bierze się pod uwagę motywy działania przestępcy, jego osobowość, charakter i tryb życia, a ponadto zachowanie się przed, w trakcie oraz po popełnieniu przestępstwa.
Zabójstwo można popełnić poprzez zaniechanie, gdy na sprawcy ciążył szczególny prawny obowiązek ochrony życia ludzkiego i świadomie (bez udziału czynnika zewnętrznego) uchylił się od tego obowiązku. Oprócz tego wyjątku zabójstwo w typie podstawowym jest przestępstwem ogólnosprawczym, czyli sprawcą może być każdy człowiek zdolny do ponoszenia odpowiedzialności karnej.
Kontrowersje budzi kwestia momentu wyznaczającego początek ochrony życia ludzkiego. Istnieje pięć znaczące koncepcje, według których płód staje się człowiekiem w momencie powstania zygoty (zapłodienia), rozpoczęcia pierwszych czynności oddechowych, gdy oddziela się od ciała matki (kryterium przestrzenne), z momentem rozpoczęcia porodu lub gdy płód osiągnie zdolność do samodzielnego życia poza organizmem matki. Przyjęcie któregokolwiek z wymienionych kryteriów to kwestia umowna, często uzależniona od religii lub światopoglądu. Dotychczas uznawano prymat kryterium pierwszego samodzielnego oddechu.
Zabójstwo w typie podstawowym jest zagrożone karą pozbawienia wolności na czas nie krótszy od lat 10 albo karze dożywotniego pozbawienia wolności, co świadczy o uznaniu tego czynu za zbrodnię (art. 148 § 1 KK).

#### Typy kwalifikowane
Kwalifikowane typy zabójstwa, niekiedy określane jako „morderstwa”, to czyny kwalifikowane ze względu na sposób działania sprawcy, związek z popełnieniem innego przestępstwa lub określoną motywację sprawcy albo rozmiar skutków zabójstwa. Typy kwalifikowane zostały wymienione w art. 148 § 2 i 3 polskiego kodeksu karnego. Zaostrzonej karze za typ kwalifikowany podlega również sprawca, który był wcześniej prawomocnie skazany za zabójstwo (art. 148 § 3 KK).
Do publikacji wyroku Trybunału Konstytucyjnego z 16 kwietnia 2009 w przypadku typów kwalifikowanych orzekano alternatywnie karę 25 lat pozbawienia wolności lub karę dożywotniego pozbawienia wolności. Stwierdzenie przez Trybunał Konstytucyjny niekonstytucyjności przepisu art 148 § 2 k.k. w zaskarżonym zakresie spowodowało utratę mocy obowiązującej przez ten przepis w części dotyczącej sankcji. Pozbawiony sankcji art. 148 § 2 KK nie mógł być stosowany do czasu nowelizacji tego przepisu. W następstwie tego wyroku dyskrecjonalna władza sędziego w zakresie sankcji za zabójstwo kwalifikowane została poszerzona. Do czasu nowelizacji art. 148 § 2 KK pozostawał w mocy art. 148 § 1 KK, co stwarzało sędziemu możliwość wymierzania nie tylko 25 lat pozbawienia wolności oraz dożywotniego pozbawienia wolności, ale też w indywidualnych sytuacjach kary od 8 lat do 15 lat pozbawienia wolności.
Sprawca zabójstwa dokonanego w celu wrogim RP na osobie funkcjonariusza publicznego lub działacza politycznego ponosi surowszą karę za zamach terrorystyczny. Surowiej są też karane zabójstwa dokonywane jako udział w zbrodniach wojennych.

#### Typy uprzywilejowane
Jednym z typów uprzywilejowanych czynu zabronionego z art. 148 KK jest zabójstwo w afekcie. Charakteryzuje się silnym wzburzeniem (afekt fizjologiczny jako wytrącenie z równowagi psychicznej poprzez bodźce emocjonalne i ich dominacją) wywołującym nietypowe reakcje i zachowanie się człowieka w danej chwili. Ponadto wzburzenie musi zasługiwać na usprawiedliwienie danymi okolicznościami jako istotnie wpływającymi na proces decyzyjny zachodzący w psychice sprawcy. Pomimo niewykazania braku winy sprawcy, okoliczności mogą wywołać zrozumienie dla zachowania sprawcy oraz uzasadniać zmniejszenie potępienia zachowania.
W przypadku, gdy sprawca był pod wpływem alkoholu bądź był odurzony innymi środkami, może w wyjątkowych przypadkach powoływać się na silne wzburzenie jako typ uprzywilejowany, ale wyłącznie wtedy, gdy dostatecznie zostanie udowodnione, że wzburzenie mogłoby wystąpić, gdyby sprawca nie znajdował się w stanie odurzenia. Cechami charakterystycznymi silnego wzburzenia są nagłość (pojawienia się afektu), siła (intensywność) i gwałtowność przebiegu

### Zabójstwo a nieumyślne spowodowanie śmierci
Zabójstwa nie należy mylić z nieumyślnym spowodowaniem śmierci, które różni się od zabójstwa tym, że sprawca nie działa z zamiarem spowodowania śmierci ofiary, ale powoduje śmierć przez nieostrożność, najczęściej przez niezachowanie obowiązujących przepisów, np. drogowych o ruchu pojazdów. Może to mieć miejsce także wtedy, gdy sprawca działa wprawdzie umyślnie, ale w zamiarze popełnienia innego czynu niż zabójstwo (np. biorąc udział w bójce lub pobiciu) i sprowadza skutek śmiertelny, którego nie chciał, ani na niego się nie godził, ale który powinien i mógł przewidzieć.

## Prawo brytyjskie

### Przestępstwo morderstwa (murder)
Brytyjski ustawodawca nie zdefiniował pojęcia morderstwa. W związku z tym nauka prawnicza oraz sądy odwołują się do definicji sędziego Coke’a pochodzącej z XVII w. jako elementu prawa zwyczajowego. W myśl tej definicji morderstwo może być popełnione jedynie umyślnie przez osobę o zdrowym umyśle i odpowiednim wieku, a znamionami strony podmiotowej są: zamiar bezprawnego spowodowania obrażeń cielesnych oraz bezprawnego pozbawienia życia człowieka (tzw. malice aforethought – zły zamiar uprzedni).
Za osobę o zdrowym umyśle i odpowiednim wieku należy rozumieć osobę poczytalną oraz tę, która jest zdolna do ponoszenia odpowiedzialności karnej w związku z osiągnięciem wymaganego wieku (wystarczy ukończenie 10 roku życia). Kryterium bezprawności może świadczyć, że istnieją sytuacje, w których można dokonać morderstwa zgodnie z prawem. Są to między innymi: działanie w ramach obrony koniecznej siebie lub osoby trzeciej (self defence and defence of another or property), zapobieżenie popełnieniu czynu zabronionego lub zapobieżenie uniemożliwieniu aresztowania (prevention of crime or effecting arrest) lub misadventure (nieszczęśliwy wypadek). Przykładem kontratypu jest śmierć człowieka aresztowanego spowodowana przez funkcjonariusza, który nie będzie winny popełnionego przestępstwa.

### Przestępstwo zabójstwa (manslaughter)

#### Umyślne zabójstwo (voluntary manslaughter)
Brytyjskie prawo karne wyróżnia termin zabójstwo (manslaughter) i w ramach tego pojęcia określone są czyny zabronione, których nie można zakwalifikować jako morderstwo (murder). W przypadku przestępstwa zabójstwa (manslaughter) można mówić o bezprawnym pozbawieniu życia człowieka traktowanym szeroko (homicide).
Voluntary manslaughter wypełnia znamiona przestępstwa morderstwa wraz z wymogiem wystąpienia u sprawcy czynu zabronionego i złego zamiaru uprzedniego (malice aforethought). Jednakże to obecność pewnych szczególnych uwarunkowań wpływających na psychikę sprawcy powoduje zmniejszenie winy sprawcy i zakwalifikowanie czynu zabronionego jako przestępstwa zabójstwa. Do tych uwarunkowań zalicza się diminished responsibility (przesłanki zmniejszające odpowiedzialność), provocation (prowokację) i suicide pact (pakt samobójczy).
Do przesłanek zmniejszających odpowiedzialność zalicza się sytuacje anormalności umysłu sprawcy, czyli taki stan, w którym dochodzi do znacznego osłabienia procesów myślowych sprawcy, co następnie rzutuje na zdolności do ponoszenia przez niego odpowiedzialności karnej. Rzeczona anormalność umysłu może być wynikiem niedorozwoju psychicznego, chorób psychicznych oraz chorób innego rodzaju i urazów.
Warunkiem zakwalifikowania zachowania ludzkiego do prowokacji jest sytuacja, w której pewne działanie lub seria działań uzewnętrznionych lub zwerbalizowanych jest w stanie wywołać u normalnej i racjonalnie myślącej osoby nagłą i czasową utratę samokontroli.
Pakt samobójczy, podobnie jak prowokacja, zalicza się do przestępstw w typie uprzywilejowanym ze względu na niższy wymiar kary. Pakt polega na tym, że dwie lub więcej osób zawiera porozumienie mające na celu spowodowanie własnej śmierci. Warunkiem koniecznym w tym przypadku jest motywacja sprawcy – zabójstwo drugiego człowieka w celu utraty życia z rąk drugiej osoby.

#### Nieumyślne zabójstwo (involuntary manslaughter)
W brytyjskim systemie prawnym występują trzy rodzaje nieumyślnego zabójstwa:
- killing by gross negligence (zabójstwo spowodowane rażącym niedbalstwem),
- killing with recklessness as to death or serious bodily harm (zabójstwo będące rezultatem lekkomyślności),
- killing by an unlawful and dangerous act (zabójstwo będące wynikiem bezprawnego i niebezpiecznego czynu[32]).

Aby zakwalifikować czyn zabroniony jako zabójstwo spowodowane rażącym niedbalstwem, muszą zaistnieć jego następujące elementy: prawny obowiązek sprawcy polegający na działaniu bądź zaniechaniu (the existence of duty), naruszenie powyższego obowiązku (a gross breach of duty) i wystąpienie skutku, czyli śmierci człowieka (the breach must cause death).
Zabójstwo będące wynikiem lekkomyślności polega na tym, że sprawca przewiduje i świadomie podejmuje ryzyko, przez które może dojść do śmierci człowieka lub odniesienia przez niego poważanych obrażeń ciała. Zabójstwo będące wynikiem bezprawnego i niebezpiecznego czynu w brytyjskim prawie karnym jest także zwane konstruktywnym zabójstwem (constructive manslaughter).
Aby można było nazwać czyn zabójstwem nieumyślnym, muszą zaistnieć trzy przesłanki: sprawca popełnił inny czyn niż pozbawienie człowieka życia (homicide), który można zakwalifikować jako inny czyn zabroniony; istnieje związek przyczynowo-skutkowy pomiędzy czynem zabronionym a śmiercią człowieka; istniało obiektywne niebezpieczeństwo popełnionego czynu.

## Prawo niemieckie
Kodeks karny z 1871 r. ("Strafgesetzbuch") rozróżnia zabójstwo kwalifikowane, przetłumaczone jako "morderstwo" (Mord, § 211) popełnione z rozmysłem, zabójstwo podstawowe (Totschlag, § 212) popełnione także z rozmysłem i nieumyślne zabójstwo (Fahrlässige Tötung, § 222). Morderstwo zagrożone jest wyłącznie karą dożywotniego pozbawienia wolności i nie podlega przedawnieniu. Zabójstwo podstawowe jest zagrożone karą nie mniejszą niż 5 lat pozbawienia wolności, a zabójstwo nieumyślne do 5 lat.